# Villa Carsana
Die Villa Carsana ist eine barocke Villa aus dem 18. Jahrhundert in San Giorgio a Cremano in der Metropolitanstadt Neapel. Die Villa ist einer der zahlreichen repräsentativen Villen an der Goldenen Meile Neapels und befindet sich in der Via Enrico Pessina, 5–7.

## Geschichte
Die Familie Caracciolo von Lavello ließ die Villa im 18. Jahrhundert errichten; später ließen die Caracciolo von Avellino sie erweitern und verliehen ihr so ihre heutige Gestalt. Gegen Mitte des 19. Jahrhunderts wurde das Anwesen an die Fürsten Di Ottajano, einen Zweig der Familie De’ Medici, verkauft. 1899 kam sie in den Besitz des Herzogs Nicola de Sangro und später des Industriellen Daniele Carsana aus Bergamo, nach dem die Villa heute benannt ist.

## Beschreibung
Das Gebäude, das an der Ecke zum Largo Arso liegt, hat eine einzigartige, leicht gebogene Fassade, sodass es auch mit der Via Enrico Pessina verbunden ist, an der das Eingangstor liegt. Die Villa hat zwei Innenhöfe, von denen einer als Empfangshof dient, in den man direkt durch das Eingangstor gelangt; der andere, in den man durch die dritte Eingangstür gelangt, ist rustikaler. Um den rustikaleren Innenhof ist der Teil des Landhauses angeordnet, der der Ausübung landwirtschaftlicher Tätigkeiten dient.
Heute ist die Villa der Vernachlässigung und dem Verfall preisgegeben. Nach dem Zeugnis des Geschichtswissenschaftlers Vittorio Gleijeses befanden sich im ersten Obergeschoss ein großer Salon, ein elliptisches Speisezimmer mit zwei gegeneinander gerichteten Balkonen, eine große Terrasse und zwei kleine Aussichtsplattformen in Form von halben Achtecken. Von der Treppe, die vom Empfangsinnenhof zum ersten Obergeschoss führte, ist nur der erste Zug erhalten, während das Vestibül vollständig verlorenging. Das venezianische Fenster am dem Eingang gegenüberliegenden Ende des Hofes, das nicht zur originalen Ausstattung des Landhauses gehörte, wurde vermutlich im 19. Jahrhundert eingebaut und ist heute stark beschädigt.
Zerstört ist auch die lange Allee, die zu einem Kaffeehaus und einem Aussichtspunkt führte. Aus Dokumenten aus dem Jahr 1899 kann man ersehen, dass die Villa im Garten mit einem Rondell ausgestattet und von Alleen und Reihen von Myrten, Rosmarin und anderen Zierpflanzen durchzogen war.

### Kapelle der Schmerzensmutter
In gutem Erhaltungszustand befindet sich die Kapelle mit anschließender Sakristei der Mater Dolorosa, zu der man durch einen Eingang von der Via Enrico Pessina aus gelangt. Nach zeitgenössischen Zeugnissen wurde die Kapelle im Auftrag der Prinzessin von Avellino, Donna Maria Carafa di Maddaloni, errichtet; diese hatte vergeblich um die kirchliche Genehmigung gebeten, in dem Anwesen ein kleines Klausurkloster zu installieren.
Die Kapelle hat einen achteckigen Grundriss.